# Kalāteh-ye Malek
Kalāteh-ye Malek är en ort i Iran.   Den ligger i provinsen Khorasan, i den östra delen av landet, 800 km öster om huvudstaden Teheran. Kalāteh-ye Malek ligger 1 344 meter över havet och antalet invånare är 199.
Terrängen runt Kalāteh-ye Malek är platt västerut, men österut är den kuperad. Runt Kalāteh-ye Malek är det glesbefolkat, med 12 invånare per kvadratkilometer. Närmaste större samhälle är Khūsf, 3,4 km söder om Kalāteh-ye Malek. Trakten runt Kalāteh-ye Malek är ofruktbar med lite eller ingen växtlighet.